# Šarūnas Marčiulionis
Raimondas Šarūnas Marčiulionis (Kaunas, 13 giugno 1964) è un ex cestista, imprenditore e dirigente sportivo lituano, fino al 1990 sovietico. È stato campione olimpico nel 1988 e ha giocato per diversi anni nella National Basketball Association.
È membro del Naismith Memorial Basketball Hall of Fame dal 2014.

## Carriera

### URSS
Marčiulionis incominciò a giocare nel campionato superiore sovietico sin da molto giovane (a 17 anni), nei Statyba Vilnius, gli attuali Lietuvos Rytas. In Europa, gli ci volle poco tempo per dimostrarsi una delle guardie più forti che si fossero mai viste, tanto da suscitare interesse anche oltreoceano.

### NBA
Marčiulionis si dichiarò eleggibile per il draft NBA del 1987, dove fu però enormemente sottovalutato, scelto dai Golden State Warriors addirittura al 6º giro di chiamate. Šarūnas tuttavia incominciò la carriera nella NBA soltanto nel 1989, non potendo avere prima il via libera per andare oltreoceano. Nella sua prima stagione, 1989-90, fu una piacevole sorpresa, assestandosi subito solidamente al di sopra della doppia cifra nei punti. Nel 1992 ebbe la sua consacrazione, raggiungendo i 18,9 punti di media e il 53,8% al tiro, dato che lo consacrò terza arma principale dei Warriors, dopo i compagni Chris Mullin e Tim Hardaway; la squadra quell'anno ebbe una buonissima stagione regolare, chiudendo con un bilancio di 55 vittorie e 27 sconfitte. Nei play-off il suo livello di gioco salì ulteriormente: segnò 85 punti nelle quattro partite disputate (21,3 di media). Ciò non fu però sufficiente a Golden State, che venne battuta per 3-1 nel primo turno dai Seattle SuperSonics.
Restò con i Warriors fino al 1993, e dopo aver saltato un intero anno a causa di un infortunio, passò proprio a Seattle, il che gli costò però una diminuzione dei minuti di gioco. Nel 1996 giocò con i Sacramento Kings, mentre l'ultima stagione prima del ritiro, avvenuto nel 1997, la disputò con i Denver Nuggets.

### Nazionale
Ha vestito la maglia della nazionale dell'Unione Sovietica fino al 1990, anno in cui la Lituania conquistò l'indipendenza. Con la nazionale giovanile ha ottenuto molti risultati di prestigio, come la vittoria agli Europei junior (1982) e ai Mondiali junior (1983); nel 1985 vinse l'oro alle Universiadi. Passando nella nazionale senior, vinse l'argento agli Eurobasket 1987; il risultato più clamoroso fu però conseguito l'anno seguente, quando l'URSS, guidata in particolare da Marčiulionis, Rimas Kurtinaitis e Arvydas Sabonis, fu campione olimpico ai Giochi di Seul del 1988. Nel 1992 venne eletto miglior giocatore del torneo di qualificazione ai Giochi olimpici di Barcellona, nelle quali invece la nazionale Lituana, sempre guidata dal trio Marčiulionis-Kurtinaitis-Sabonis, vinse la medaglia di bronzo. Nel 1995 si classificò di nuovo 2º agli Eurobasket, e venne eletto MVP del torneo.

### Manager
A partire dal 1992, ha aperto una catena di alberghi, localizzati principalmente in Lituania.
Nel 1993 ha fondato la Lietuvos Krepšinio Lyga (LKL), il campionato lituano di pallacanestro, della quale diventò presidente. Nel 1999 ha creato un'altra associazione di pallacanestro, la North European Basketball League (NEBL), successivamente inglobata nella Baltic Basketball League.

### Parlamento europeo
Nel maggio 2019 viene eletto al Parlamento europeo per il Partito dei Verdi Lituani con 32.591 voti. Due giorni più tardi rinuncia.

## Statistiche

### NBA

#### Regular season
| Anno      | Squadra          | PG  | PT | MP   | TC%  | 3P%  | TL%  | RP  | AP  | PRP | SP  | PP   |
| --------- | ---------------- | --- | -- | ---- | ---- | ---- | ---- | --- | --- | --- | --- | ---- |
| 1989-1990 | G.S. Warriors    | 75  | 3  | 22,6 | 51,9 | 25,6 | 78,7 | 2,9 | 1,6 | 1,3 | 0,1 | 12,1 |
| 1990-1991 | G.S. Warriors    | 50  | 10 | 19,7 | 50,1 | 16,7 | 72,4 | 2,4 | 1,7 | 1,2 | 0,1 | 10,9 |
| 1991-1992 | G.S. Warriors    | 72  | 5  | 29,4 | 53,8 | 30,0 | 78,8 | 2,9 | 3,4 | 1,6 | 0,1 | 18,9 |
| 1992-1993 | G.S. Warriors    | 30  | 8  | 27,9 | 54,3 | 20,0 | 76,1 | 3,2 | 3,5 | 1,7 | 0,1 | 17,4 |
| 1994-1995 | Seattle S.Sonics | 66  | 4  | 18,1 | 47,3 | 40,2 | 73,2 | 1,0 | 1,7 | 1,1 | 0,0 | 9,3  |
| 1995-1996 | Sacramento Kings | 53  | 0  | 19,6 | 45,2 | 40,8 | 77,5 | 1,5 | 2,2 | 1,0 | 0,1 | 10,8 |
| 1996-1997 | Denver Nuggets   | 17  | 0  | 15,0 | 37,6 | 36,7 | 80,6 | 1,8 | 1,5 | 0,7 | 0,1 | 6,8  |
| Carriera  | Carriera         | 363 | 30 | 22,4 | 50,5 | 36,9 | 76,8 | 2,3 | 2,2 | 1,3 | 0,1 | 12,8 |

#### Play-off
| Anno     | Squadra          | PG | PT | MP   | TC%  | 3P%  | TL%  | RP  | AP  | PRP | SP  | PP   |
| -------- | ---------------- | -- | -- | ---- | ---- | ---- | ---- | --- | --- | --- | --- | ---- |
| 1991     | G.S. Warriors    | 9  | 0  | 22,9 | 50,0 | 0,0  | 89,7 | 2,6 | 3,0 | 1,2 | 0,1 | 13,2 |
| 1992     | G.S. Warriors    | 4  | 0  | 33,3 | 53,2 | 50,0 | 82,9 | 2,3 | 5,0 | 0,8 | 0,3 | 21,3 |
| 1996     | Sacramento Kings | 4  | 0  | 25,3 | 27,6 | 22,2 | 60,0 | 1,8 | 3,5 | 2,5 | 0,0 | 7,3  |
| Carriera | Carriera         | 17 | 0  | 25,9 | 46,9 | 23,8 | 82,1 | 2,3 | 3,6 | 1,4 | 0,1 | 13,7 |

## Palmarès
- Eletto sportivo dell'anno in Lituania per 4 anni (1987, 1989, 1990, 1991).
- Eletto miglior cestista sovietico nel 1987.
- MVP del FIBA EuroBasket 1995.